# Известия РАН. Серия литературы и языка
«Известия РАН. Серия литературы и языка» — российский научный журнал, издаваемый Отделением историко-филологических наук РАН. В журнале публикуются исследования российских и зарубежных авторов в области языка и словесности; оригинальные статьи по различным проблемам лингвистики, истории и теории литературы, фольклористики, а также искусствознания; рецензии на фундаментальные филологические работы; материалы по истории науки; обзоры и хроники.
Входит в Перечень ведущих изданий для публикации работ соискателей учёных степеней. Включён в базу данных RSCI на базе Web of Science.

## История
Старейший рецензируемый российский журнал России. Ведёт свою историю от «Известий Отделения русского языка и словесности», основанных по инициативе академика И. И. Срезневского в 1852 году. Журнал выходил без перерывов до 1863 года, и был возобновлен в 1896 году. В 1930-е годы гуманитарные отделения Академии наук были слиты в единое Отделение общественных наук и выпускали общую серию «Известий».
Филологическое издание возобновлено в 1940 году в рамках серии «Известия Академии наук СССР». С 1940 года является органом Отделения литературы и языка АН СССР (с 2002 года — секция языка и литературы Историко-филологического отделения РАН). Первоначально полное название — «Известия Академии наук СССР. Отделение литературы и языка», с № 3 за 1963 год — «Известия Академии наук СССР. Серия литературы и языка».
Среди разделов современного журнала: «Юбилеи учёных», «Материалы и сообщения», «Из истории филологической науки», «Рецензии», «Хроника»," Дискуссия".

## Главные редакторы
- акад. И. И. Мещанинов (1940—1950)
- д.фил.н. П. Я. Черных (1950—1954)
- член-корр. АН СССР Д. Д. Благой (1954—1976)
- акад. Г. В. Степанов (1977—1982)
- член-корр. РАН В. Н. Ярцева (1982—1999)
- член-корр. РАН В. М. Гацак (2000—2013)
- член-корр. РАН В. В. Полонский (с 2014)

## Редакционная коллегия
В состав редколлегии входят: член-корр. РАН В. Е. Багно, Х. Баран (США), член-корр. РАН Ю. Л. Воротников, М. Гардзанити (Италия), к.фил.н. С. И. Гиндин, к.фил.н. А. М. Гуревич, член-корр. РАН А. В. Дыбо, д.фил.н. А. И. Жеребин, д.фил.н. Т. Г. Иванова, акад. Н. Н. Казанский, д.фил.н. В. Л. Коровин, д.фил.н. Л. П. Крысин (зам. главного редактора), акад. А. Б. Куделин, акад. А. М. Молдован, к.фил.н. А. Ч. Пиперски (отв. секретарь), акад. В. А. Плунгян, д.фил.н. А. Ф. Строев (Франция), акад. С. М. Толстая, д.фил.н. Е. В. Халтрин-Халтурина, Г. Хентшель (Германия), Чжэн Тиу (Китай).